# 周麟 (咸豐進士)
參數所指定的目標頁面不存在，建議更正成存在頁面或直接建立下列一個頁面（建立前請先搜尋是否有合適的存在頁面可以取代）：
- 周麟 (消歧義)

周麟，贵州贵阳人，清朝政治人物，同進士出身。
咸豐十年（1860年）清文宗三旬庚申科進士，三甲七十五名，后官禮部主事。